# Torchlight
Torchlight è un videogioco del genere action RPG a tema fantasy, sviluppato da Runic Games e pubblicato il 27 ottobre 2009 per Microsoft Windows. Torchlight è stato inizialmente disponibile tramite digital delivery; una versione scatolata è stata pubblicata nel gennaio 2010 negli Stati Uniti, e nel marzo dello stesso anno in Europa. Sempre a marzo è stata resa disponibile una versione per macOS.

## Trama
Nel mondo di Torchlight, l'Ember è un misterioso minerale dotato di proprietà magiche: è infatti in grado di incantare persone e oggetti, e di donare loro poteri magici. L'omonima cittadina dove il gioco è ambientato sorge sopra una ricca vena di Ember, e sarà compito del giocatore esplorare le sue profonde miniere; con il proseguire della trama, si scoprirà che l'Ember corrompe le menti delle persone a causa di un malvagio stregone.

## Modalità di gioco
In Torchlight è possibile scegliere una fra tre differenti classi di personaggi: 
- Destroyer, guerriero abile nel combattimento corpo a corpo
- Alchemist, dotato di poteri di evocazione
- Vanquisher, personaggio femminile che eccelle con le armi a distanza

Il protagonista può essere anche accompagnato da un animale da compagnia: un cane, un gatto o un piccolo drago (solo nella versione console), scelto all'inizio del gioco e che aiuti nei combattimenti.
Completando missioni e uccidendo nemici, i personaggi acquistano punti esperienza, che permettono di salire di livello: ad ognuno di essi vengono rese disponibili nuove statistiche (per aumentare difesa, attacco, poteri magici, ecc...) e abilità speciali, suddivise in tre gruppi.

## Sviluppo
Torchlight è stato sviluppato dagli ex dipendenti di Flagship Studios, compagnia fallita nel 2008 durante lo sviluppo di Mythos. Il design è ad opera di Travis Baldree, autore di Fate, e di Max e Erich Schaefer, co-designer di Diablo e Diablo II; anche l'autore delle musiche Matt Uelmen ha composto la colonna sonora dei sopracitati titoli della Blizzard.